# Władisław Majorow
Władisław Nikołajewicz Majorow, ros. Владислав Николаевич Майоров (ur. 12 listopada 1976 w Riazaniu, Rosyjska FSRR) – rosyjski piłkarz, grający na pozycji pomocnika, a wcześniej napastnika.

## Kariera piłkarska

### Kariera klubowa
Wychowanek klubu Spartak Riazań, w barwach którego w 1995 rozpoczął karierę piłkarską. W 1998 przeszedł do Żemczużyny Soczi i debiutował w Rosyjskiej Wyższej Lidze. Na początku 1999 został zaproszony do ukraińskiego Krywbasa Krzywy Róg, w barwach którego debiutował w Wyższej Lidze Ukrainy. W 2002 został piłkarzem klubu Riazań-Agrokomplekt Riazań. W 2006 powrócił do Spartaka Riazań, któremu pomógł awansować do Rosyjskiej Pierwszej dywizji. Latem 2007 przeniósł się do FK Riazań, w którym w 2008 roku zakończył karierę piłkarską.

## Sukcesy i odznaczenia

### Sukcesy klubowe
- brązowy medalista Mistrzostw Ukrainy: 1999
- mistrz Rosyjskiej Drugiej dywizji: 2006
- wicemistrz Rosyjskiej Drugiej dywizji: 2005

### Sukcesy indywidualne
- najlepszy strzelec klubu Spartak Riazań[5]